# 潘特列伊·扎雷夫
潘特列伊·约尔丹诺夫·扎雷夫（英語：Panteley Yordanov Zarev，1911年11月11日—1997年2月18日），是保加利亚共产党中央委员会候补委员、委员，保加利亚的文学评论家，保加利亚作家联盟主席，托多尔·日夫科夫的密友之一。